# Asumi Nakata
Asumi Nakata (jap. 中田 あすみ Nakata Asumi; ur. 5 kwietnia 1988 w Tokio) – japońska seiyū i modelka dziecięca, urodziła się w Tokio w Japonii. Ma 173 cm wzrostu. Należała do agencji Crayon, następnie Five Eight i Switch 58. Obecnie należy do agencji Oscar Promotion.

## Życiorys
Jako trzyletnia dziewczyna rozpoczęła karierę w showbiznesie ze swoją młodszą siostrą. W wieku dziewięciu lat zadebiutowała jako piosenkarka w duecie „Crybaby” (Pony Canyon, produkcji Seiji Toda) z Ayano Shiraishi w 1997 roku. Po raz pierwszy wystąpiła jako seiyū w serii anime Mermaid Melody Pichi Pichi Pitch w roli głównej bohaterki Lucii Nanami.
14 sierpnia 2005 roku została zaproszona na Szóste Targi Mangi (jap. 漫画博览会) na Tajwanie. Śpiewała piosenkę z Mermaid Melody Pitch Pichi Pitch „Legend of Mermaid”. Podkładała również w anime Himawari! jako Yusura.

## Role głosowe

### Seriale anime
- Mermaid Melody Pichi Pichi Pitch – Lucia Nanami
- Mermaid Melody Pichi Pichi Pitch Pure – Lucia Nanami
- Himawari! – Yusura
- Saint Seiya Hades Saga – Saori Kido/Athena
- Himawari!! – Yusura

### Dubbing
- Chaotic: M'arrillian Invasion – Buzz Jr.

### Gry komputerowe
- Crisis Core: Final Fantasy VII – Cissnei
- Mermaid Melody Pichi Pichi Pitch
- Mermaid Melody Pichi Pichi Pitch (jap. ぴちぴちパーティ)
- Mermaid Melody Pichi Pichi Pitch (jap. ぴちぴちっとライブスタート!)
- Last Alive (jap. ラスト・アライブ)

## Filmografia

### Programy telewizyjne
- Bitworld
- Tensai Terebi–kun
- 天才てれびくんワイド
- ジャングルブック～ワニの100番
- 鉄鋼機ミカヅキ
- 葵・徳川三代
- テツワン探偵ロボタック

### Filmy
- Swan's Song
- 19+19 jako Ritsuko Abo (dziewczyna #10)

### Inne
- Pichi Pichi Pitch e–pitch (jap. マイクピュア) (Takara)
- Pichi Pichi Pitch Pure (jap. ハートのかけら) (Takara)
- Super Mild Shampoo (Shiseido)
- Namco Museum (Namco)
- 天才てれびくんワイド

### DVD
- Nakata Asumi
- Nakata Asumi CATCH FIRE
- Nakata Asumi MEMORIES
- 天才てれびくんワイド ミュージックてれびくんザ・ビデオ Ⅰ
- 天才てれびくんワイド ミュージックてれびくんザ・ビデオ Ⅱ
- 天才てれびくんワイド ミュージックてれびくんザ・ビデオ Ⅲ

## Dyskografia

### CD
- Mermaid Melody Pichi Pichi Pitch Original Sound Track
- Vocal Collection JEWEL BOX 1
- Vocal Collection JEWEL BOX 2
- Vocal Collection PURE BOX I
- Vocal Collection PURE BOX II
- Nanatsu no Umi no Monogatari ~Pearls of Mermaid~ (jap. 七つの海の物語 ～Pearls of Mermaid～)
- 大事な宝箱 (太陽の楽園c/w曲、Legend of Mermaid含む
- 愛の温度℃ (KODOU、Legend of Mermaid 7マーメイドバージョンを収録
- RAINBOW　NOTES (世界で一番早く朝が来る場所、KIZUNAを収録
- Splash Dream (zawiera "Legend of Mermaid" & "Super Love Songs!")
- MOTHER SYMPHONY
- 迷子の天使/CRYBABY
- 君にクラクラ
- Angel Snow (きらいじゃブギc/w曲)
- Himawari! Character Vocal Album 霞の里唄祭りっ!

### Radio internetowe
- ひまわりっ!のラジオなのです。ご主人様♪